# Killectour
Killectour es un tour de la banda de hard rock Lordi, que comenzó el 16 de febrero de 2020. La gira solamente contempló países de Europa, terminando en Austria el 14 de agosto de 2021. Sin embargo, debido a la pandemia de COVID-19, varios conciertos fueron pospuestos en varias ocasiones hasta que fueron cancelados un año y medio después. Finalmente, de los 40 conciertos programados, 21 se celebraron con éxito.

## Gira
- 16 de febrero - Budapest, Hungría
- 18 de febrero - Bratislava, Eslovaquia
- 20 de febrero - Bérgamo, Italia
- 21 de febrero - San Donà di Piave, Italia
- 22 de febrero - Klagenfurt, Austria
- 23 de febrero - Viena, Austria
- 27 de febrero - Istres, Francia
- 29 de febrero - Madrid, España
- 1 de marzo - Barcelona, España
- 2 de marzo - Ramonville-Saint-Agne, Francia
- 3 de marzo - Nantes, Francia
- 5 de marzo - Épinal, Francia
- 6 de marzo - París, Francia
- 7 de marzo - Sneek, Países Bajos
- 10 de marzo - Múnich, Alemania
- 12 de marzo - Hamburgo, Alemania
- 13 de marzo - Berlín, Alemania
- 14 de marzo - Leippzig, Alemania
- 14 de agosto de 2021 - Graz, Austria

### Fechas canceladas

#### 2020
- 25 de febrero - Roma, Italia
- 26 de febrero - Florencia, Italia
- 15 de marzo - Stuttgart, Alemania
- 18 de marzo - Aschaffenburg, Alemania
- 19 de marzo - Núremberg, Alemania
- 20 de marzo - Memmingen, Alemania
- 21 de marzo - Ratisbona, Alemania
- 22 de marzo - Praga, República Checa
- 25 de marzo - Colonia, Alemania
- 26 de marzo - Pratteln, Suiza
- 27 de marzo - Heidelberg, Alemania
- 28 de marzo - Schaffhausen, Alemania
- 29 de marzo - Amstelveen, Países Bajos
- 31 de marzo - Gdansk, Polonia
- 1 de abril - Vilna, Lituania
- 3 de abril - Seinäjoki, Finlandia
- 4 de abril - Kempele, Finlandia
- 8 de abril - Jyväskylä, Finlandia
- 9 de abril - Nivala, Finlandia
- 10 de abril - Tampere, Finlandia
- 11 de abril - Helsinki, Finlandia
- 22 de mayo - Tokio, Japón
- 3 de julio - Colombier-Saugnieu, Francia
- 4 de julio - Mülheim an der Ruhr, Alemania
- 9 de julio - Vizovice, República Checa
- 7 de agosto - Falun, Suecia

#### 2021
- 7 de febrero - Breslavia, Polonia
- 10 de febrero - Sheffield, Reino Unido
- 11 de febrero - Glasgow, Reino Unido
- 13 de febrero - Birmingham, Reino Unido
- 14 de febrero - Londres, Reino Unido
- 15 de febrero - Milton Keynes, Reino Unido
- 29 de julio - Wacken, Alemania